# Швачка (вірш)
«Шва́чка» — вірш Тараса Шевченка, написаний 1848 року на Косаралі.

## Написання
Збереглося два чистові автографи вірша у «Малій книжці» і у «Більшій книжці». Автографи не датовано.
Вірш датується дослідниками за місцем автографа у «Малій книжці» серед творів 1848 року та часом зимівлі Аральської описової експедиції в 1848—1849 роках на Косаралі, орієнтовно: кінець вересня — грудень 1848 року, місце написання — Косарал.
Найраніший відомий текст — чистовий автограф у «Малій книжці», до якої Шевченко переписав вірш під № 35 у сьомому зшитку за 1848 рік, орієнтовно наприкінці 1849-го чи на початку 1850 року (до арешту 23 квітня), з невідомого ранішого автографа. При цьому він виправив описку в рядку 27. Закінчивши переписування, Шевченко відразу ж закреслив рядок 44, що мав бути останнім (про це свідчить графічний знак кінцівки), і додав п'ять рядків. Пізніше, очевидно в Новопетровському укріпленні, повернувшись до твору, він олівцем дописав назву «Швачка» і підкреслив її. У 1858 році, не раніше 18 березня і не пізніше 22 липня, Шевченко заніс до «Більшої книжки» перероблений текст вірша, виправивши під час переписування рядок 39. Три інші виправлення — в рядках 33, 36, 47 (в останньому виправлено описку) зроблено олівцем пізніше. Редакційна обробка 1858 року не внесла нових істотних моментів у зміст твору і переважно була спрямована на образне збагачення, увиразнення тексту.
Найімовірніше, з «Малої книжки» вірш переписано до рукописного списку невідомої особи з окремими виправленнями Шевченка кінця 1850-х років, що належав Л. Жемчужникову і не зберігся. Деякі відміни цього списку подав О. Кониський. Текст «Швачки» за його описом має незначні розбіжності (виняток — рядок 29: «У тихому у Фастові») з текстом «Малої книжки».

## Публікація
Вперше вірш надруковано за «Більшою книжкою» з кон'єктурою в рядку 34 («Кров'ю червоніли» замість «Кров почервоніла») у виданні: «Кобзарь Тараса Шевченка / Коштом Д. Е. Кожанчикова» (СПб., 1867 рік, стор. 489—490) і за цим виданням у книжці: «Поезії Тараса Шевченка» (Львів, 1867 рік, том 2, стор. 128—129).

## Сюжет
У вірші відтворено один з епізодів Коліївщини — національно-визвольного й антифеодального повстання 1768—1769 років на Правобережній Україні, що до кінця XVIII ст. перебувала у складі Польщі. Композиційно вірш складається з двох частин: монологу героя і авторської розповіді. Головні джерела твору — народні пісні про ватажків повстання М. Швачку та І. Бондаренка. Варіанти фрагментів з пісень про Швачку «Гей, хвалився та козак Швачка…» й «Ой не буде краще та не буде ліпше…» Шевченко використав як епіграф до розділу «Гонта в Умані» в поемі «Гайдамаки». У щоденнику в записі від 11 липня 1857 року поет згадує іншу пісню про Швачку (можливо, це був один із варіантів відомої пісні «Ой, виїхав із Гуманя козаченько Швачка…»): «После ужина я долго гулял вокруг огорода. И, мало-помалу освобождаясь от влияния самолюбия, привел, наконец, свой гордый дух в нормальное состояние и тихо запел гайдамацкую песню: Ой поїзжає по Україні та козаченько Швачка… От этой любимой моей песни я незаметно перешел к другой…».
Безпосередній вплив на текст вірша мали пісні «Ой не буде краще та не буде ліпше…», «Ой, хвалився Бондаренко»…, записані Шевченком (1—19-й рядки) 1846 року до фольклорних матеріалів у його альбомі 1846—1850 років та «Хвалилася Україна, що в нас добре жити…» (записана П. Кулішем 1843 року в Шевченковому альбомі 1839—1844 років).